# چهل‌سالگی
چهل‌سالگی فیلمی به کارگردانی و نویسندگی علیرضا رئیسیان محصول سال ۱۳۸۸ است. بازیگران این فیلم لیلا حاتمی، محمدرضا فروتن، فرزان اطهری، عزت‌الله انتظامی، سهیلا گلستانی و پریا مردانی‌ها هستند.
این فیلم اقتباسی از داستان چهل سالگی نوشته ناهید طباطبایی است.

## خلاصه داستان
فرهاد در آستانهٔ چهل سالگی قرار دارد. او با همسرش -نگار- و دخترش زندگی می‌کند. روزی به او خبر می‌رسد که کوروش کیان، که زمانی قصد ازدواج با نگار را داشته، به ایران برمی‌گردد….

## بازیگران
| بازیگر          | نقش         |
| --------------- | ----------- |
| لیلا حاتمی      | نگار تمدن   |
| محمدرضا فروتن   | فرهاد       |
| عزت‌الله انتظامی | معیر پیرنیا |
| فرزان اطهری     | کورش کیان   |
| پریا مردانیان   | بهار        |
| سهیلا گلستانی   | مهناز       |
| افشین نخعی      |             |
| سحر عبداللهی    |             |
| اشکان صادقی     |             |

## جوایز و نامزدها

### بیست و هشتمین دوره جشنواره فیلم فجر
| قسمت                      | نامزد          | نتیجه    |
| ------------------------- | -------------- | -------- |
| بهترین فیلم               | علیرضا رئیسیان | نامزدشده |
| بهترین کارگردانی          | علیرضا رئیسیان | نامزدشده |
| بهترین بازیگر نقش اول مرد | محمدرضا فروتن  | نامزدشده |
| بهترین بازیگر نقش اول زن  | لیلا حاتمی     | نامزدشده |
| بهترین فیلمنامه           | مصطفی رستگاری  | نامزدشده |
| بهترین فیلمنامه اقتباسی   | مصطفی رستگاری  | برنده    |
| جایزه ویژه هیئت داوران    | علیرضا رئیسیان | برنده    |